# Bora B. Mass
Bora B. Mass (* 12. April 1972) ist ein gambischer Politiker.

## Leben
| Parlamentswahl | Stimmen | Stimmanteil     |
| -------------- | ------- | --------------- |
| 2007           | 2.156   | 70,87 %         |
| 2012           | n/a     | ohne Konkurrenz |

Bora B. Mass trat bei der Wahl zum Parlament 2007 als Kandidat der Alliance for Patriotic Reorientation and Construction (APRC) im Wahlkreis Kiang East in der Mansa Konko Administrative Area an. Mit 70,87 % konnte er den Wahlkreis vor Karapha Dampha (UDP) für sich gewinnen. In der folgenden Wahl zum Parlament 2012 trat Mass erneut im selben Wahlkreis als Kandidat an. Da es von der Opposition keinen Gegenkandidaten gab, konnte er den Wahlkreis für sich gewinnen. Zu der Wahl zum Parlament 2017 trat Mass nicht als Kandidat an.